# Reseda stenostachya
Reseda stenostachya är en resedaväxtart som beskrevs av Pierre Edmond Boissier. Reseda stenostachya ingår i släktet resedor, och familjen resedaväxter. Utöver nominatformen finns också underarten R. s. eilatensis.